# Ісламський фронт

Офіційний логотип Ісламського фронту

Адміністративний прапор

Військовий прапор

Ісламський фронт — це альянс семи ісламістських опозиційних груп у громадянській війні в Сирії. Він був заснований 22 листопада 2013 року і був найбільшим на той час опозиційним альянсом (за однією оцінкою, щонайменше 45 тис. бійців).
Членами-засновниками є ісламістський Ахрар аш-Шам, Фронт ісламського визволення Сирії, що базується в Ідлібі, Бригада Ат-Таухід (найбільше опозиційне угруповання в Алеппо), Джейш аль-Іслам (Армія ісламу), що базується в Дамаску, Ліва аль-Хакк, що базується в Хомсі, Курдський ісламський фронт (аль-Джабха аль-Ісламія аль-Курдія) і Сирійський ісламський фронт. Заявленою метою альянсу є повалення уряду Асада та створення ісламської держави. Має бути також співпраця з Вільною сирійською армією. Королівство Саудівська Аравія вважається найважливішим прихильником Ісламського фронту, як і для ісламістського екстремізму до конфлікту в Сирії.
Лідером Ісламського фронту є Ахмед Ісса аш-Шейх (Сукур аш-Шам), колишній лідер Фронту ісламського визволення Сирії. Його заступником є Абу Омар Хрейтан з бригади Ат-Таухід. Керівником військових операцій є Захран Аллуш з «Джейш аль-Іслам». Головою політбюро є лідер Сирійського ісламського фронту Хасан Аббуд.
Протягом трьох місяців члени повинні були повністю організаційно згуртуватися. Таким чином, термін існування груп учасників має закінчитися. Однак навіть у травні 2015 року окремі компоненти, такі як Ахрар аль-Шам (тепер найбільша група членів) і Джайш аль-Іслам (друга за величиною), були помітні. Згідно з інформацією Foreign Policy, Ісламський фронт фактично знову розпався в 2014 році і існує лише за назвою.

## Ідеологія
Ісламський фронт заявляє, що прагне до ісламської держави, але дистанціюється від однойменної терористичної організації. За словами американського політолога Джошуа Лендіса, ідеологія Ісламського фронту дуже нагадує ідеологію Аль-Каїди — обидва прославляють халіфат, відкидають демократію та відстоюють їхню інтерпретацію шаріату, вітають іноземних бійців з ісламської умми та вивішують чорний прапор Ісламського фронту.
Їхній воєначальник Захран Аллуш, син салафітського священнослужителя, який живе в Саудівській Аравії, неодноразово робив публічні заяви, які були принизливими або агресивними щодо людей інших віросповідань. Він описав шиїтів як «нечистих» або як rafida («відкидників») і, посилаючись на них, пояснив, що цей «бруд» необхідно змити з аш-Шам (тобто Великої Сирії). Він також вимагав, щоб Сирія була звільнена від «брудних справ і злочинів» алавітів, яких він називає лайливим словом «нусаїрі».

## Цілі
Відповідно до установчого статуту Ісламського фронту, самопроголошені цілі:
- Падіння режиму та встановлення безпеки на всій території Сирії
- Робота з укріплення релігії в особистості, суспільстві та державі
- Збереження ісламської ідентичності в суспільстві та створення повноцінної ісламської особистості
- Відбудова Сирії на бездоганній основі справедливості, незалежності та солідарності відповідно до принципів ісламу
- Активна участь у розвитку суспільства
- Підготовка освічених керівників для всіх сфер життя